# خروج رجل من قحطان
خروج رجل من قحطان هي علامة من علامات الساعة الصغرى والتي تكون في آخر الزمان وهي أن يخرج رجل من قحطان من قبيلة عربية معروفة تدين له الناس بالطاعة وتجتمع عليه بالكلمة وذلك عند تغير الزمان.

## الأدلة من السنة
أخبر النبي محمد أنه يخرج رجل من قحطان تدين له الناس بالطاعة وتجتمع عليه وذلك عند تغير الزمان لهذا ذكر البخاري حديثه في باب تغير الزمان ومسلم في كتاب الفتن وأشراط الساعة، عن أبي هريرة رضي الله عنه قال: قال رسول الله ﷺ: (لا تقوم الساعة حتى يخرج رجل من قحطان يسوق الناس بعصاه)
قال القرطبي: قوله يسوق الناس بعصاه: كناية عن استقامة الناس وانعقادهم إليه واتفاقهم عليه، ولم يُرِد نفس العصا، وإنما ضرب بها مثلاً لطاعتهم له واستيلائه عليهم، إلا أن في ذكرها دليلاً على خشونته عليهم وعنفه بهم.
قال الشيخ يوسف الوابل تعليقاً على كلام القرطبي: نعم سوقه للناس كناية عن طاعة الناس له ورضوخهم لأمره، إلا أن ما أشار إليه القرطبي من خشونته عليهم ليس بالنسبة للجميع كما يظهر من كلامه، بل إنما يقسو على أهل المعصية منهم، فهو رجل صالح يحكم بالعدل.
ويؤيد ذلك ما نقله ابن حجر عن نعيم بن حماد أنه روى من وجه قوي عن عبد الله بن عمرو أنه ذكر الخلفاء ثم قال:"ورجل من قحطان كلهم صالح، وهذا القحطاني ليس هو الجهجاه، فإن القحطاني من الأحرار لأن نسبه إلى قحطان الذي تنتهي أنساب أهل اليمن من حمير وكندة وهمدان وغيرهم إليه، وأما الجهجاه فهو من الموالي، ويؤيد ذلك ما رواه الإمام أحمد وصححه أحمد شاكر عن أبي هريرة  قال: قال رسول الله ﷺ: لا يذهب الليل والنهار حتى يملك رجل من الموالي يقال له: الجهجاه.